# Merveille Ndockyt
Merveil "Merveille" Valthy Streeker Ndockyt (ur. 20 lipca 1998 w Brazzaville) – kongijski piłkarz występujący na pozycji pomocnika w Getafe CF.